# 게임의 법칙
"게임의 법칙"은 대한민국의 장현수 감독 2번째 작품인 액션 영화인데 몇 군데의 삭제 끝에 개봉되어  흥행에 성공했으며 선혈이 낭자한 잔인한 장면과   특수분장 등으로도 살짝 화제가 됐는데 현재 볼 수 있는 비디오판은 극장상영판에서 잔인한 장면들(예: 데니(이일재 분)의 시체가 목이 칼이 꽂힌 채 발견됨, 용대(박중훈 분)에게 죽는 상대 조직 보스 염창구(정길묵 분)의 볼을 뚫고 나온 포크, 영한(최학락 분)의 부하들에게 용대가 린치당하는 장면에서 망치로 손을 부수는 장면 등)을 삭제했다.
한편, 오연수가 분한 태숙 역은 당초 고소영이 낙점됐으나 《구미호》 와 겹쳐 불발됐다.

## 줄거리
지방 세차장에서 일하는 용대(박중훈)와 그를 사랑하는 미용사 태숙(오연수)은 멋진 인생을 꿈꾸며 주먹세계의 대부인 유광천이라는 이름 하나만 들고 서울로 향한다. 그러나 서울로 가는 기차에서 만난 사기꾼 만수(이경영)에게 몽땅 털리고 빈털털이가 된다. 유광천을 찾아 전전하던 용대는 급한 김에 태숙을 포주에게 팔아 넘기면서까지 유광천을 찾는다. 우연한 기회에 위기에 처한 유광천을 만나 몸을 던져 그를 구한 용대는 드디어 유광천의 똘마니가 된다. 한편 용대와 태숙은 어느 술집에서 만나게 되는데, 호스테스가 된 태숙은 그래도 용대를 사랑한다. 용대에게 내려진 첫 임무는 유광천의 돈을 떼먹고 달아난 사기꾼 만수를 잡아 들이는 것이다. 결국 사기꾼 만수는 용대에게 붙잡혀 다리를 잘리는 댓가를 치루게 되지만 용대에게 책임질 것을 강요하면서 용대와 태숙의 주위를 맴돈다. 그러나 그는 여전히 도박판을 전전하는 밑바닥 인생을 살아간다. 그러던중 용대를 이용만 하려는 광천파는 조직을 위협하는 김검사 암살임무를 용대에게 내린다. 이일을 마지막으로 용대는 ......

## 캐스팅

### 주요 인물
- 박중훈 - 용대 역
- 이경영 - 인수 역
- 오연수 - 태숙 역

### 주변 인물
- 하용수 - 광천 역
- 이일재 - 데니 역
- 최학락 - 영한 역
- 장세진 - 상판 역
- 김부선 - 전 마담 역
- 권해효 - 이기리 역
- 김해곤 - 개코 역

### 단역
- 김근철 - 근철 역
- 권승현 - 덕일 역
- 유식 - 김 검사 역
- 정길묵 - 염창구 역
- 양일민 - 여관 안씨 역
- 조선묵 - 조 박사 역
- 조준형 - 파마머리 역
- 양택조 - 세차장 주인 역
- 유명순 - 여관 아줌마 역
- 이인옥 - 만수 아줌마 1 역
- 김진선 - 만수 아줌마 2 역
- 엄춘배 - 칼자욱 역
- 박철구 - 형사 역
- 박용팔 - 호텔 주인 역
- 김미희 - 미장원 아줌마 역
- 박진영 - 경천 애인 역
- 박용범 - 봉고차 운전수 역
- 임창정 - 삐끼 1 역
- 김경범 - 삐끼 2 역
- 엄민규 - 경천파 1 역
- 홍석연 - 창구파 1 역
- 김덕형 - 창구파 2 역
- 배중식 - 건달 역
- 이정학 - 하우스 꽁치 역
- 배도익 - 박 사장 역
- 김정희 - 딜러 역
- 신은교 - 캬바레 기도 역
- 송창용 - 제비 역
- 이순용 - 기자 역
- 김은성 - 미녀 1 역
- 김내영 - 미녀 2 역
- 이혜정 - 핫팬티
- 김상현 - 경천 운전수
- 정희헌 - 카드멤버 1
- 김희철 - 카드멤버 2
- 김상한 - 카드멤버 3
- 박수진 - 카드멤버 4
- 김주희 - 호스티스 1
- 곽자현 - 호스티스 2
- 권용금 - 호스티스 3
- 유혜련 - 호스티스 4

## 제작진
- 감독 : 장현수
- 제작 : 조창학
- 각본 : 강제규, 장현수
- 촬영 : 박승배
- 조명 : 김강일
- 미술 : 조융삼
- 음악 : 변성용
- 편집 : 김현
- 제작진행 : 김건
- 제작부장 : 김근철
- 특수분장 : 빌드 업, 문경선, 이애경
- 특수효과 : 천동완, 정도안
- 무술감독 : 정두홍
- 소품 : 정민영, 전정호, 우남희
- 의상 : 진윤정
- 분장 : 김선진, 박지윤, 조현경
- 동시녹음 : 이병하(라이브)
- 조감독 : 송해성, 이원일, 최기용, 최원홍
- 녹음 : 강대성
- 효과 : 양대호